# 何敬堯
何敬堯，臺灣作家，寫作散文、小說、評論、劇本、考古研究、神話傳說研究者。
何敬堯研究臺灣神話傳說，例如妖怪文化，成績卓越豐富，多年來爬梳本土妖怪系譜，大規模整理與累積台灣妖怪文獻資料庫，呈現出台灣歷史中妖怪與怪談的多元紀錄。何敬堯的妖怪研究是建構臺灣妖怪學基礎的重要起步，並且在創作上也將妖怪文化進行跨界連結，將台灣妖怪與奇幻文學、歌曲、音樂劇、漫畫、桌遊、手機遊戲、影視作品等領域多面向結合，是促進台灣妖怪風潮發展的重要推手。
2015年，何敬堯擔任佛蒙特藝術中心駐村作家。2020年，何敬堯擔任中正大學駐校作家。2022年，臺灣知名文學雜誌《文訊》評選為21世紀台灣大眾文學代表作家之一（2022年10月）。2022年，日文翻譯書《図説：台湾の妖怪伝説》在日本出版，將台灣妖怪文化推廣至日本引起廣泛注目，報導文章見於《達文西》、《怪與幽》、《東京人》等知名文藝雜誌，在國際間引起矚目重視。
曾獲全球華文青年文學獎、全國學生文學獎，寫作主題包括奇幻、歷史、推理，文章發表散見於《自由時報》、《聯合文學》、《乾坤詩刊》、《幼獅文藝》、《幼獅少年》、《中國時報》等處。

## 著作
| 書名                                             | 出版社       | 出版日期      | ISBN                   | 作品類型 | 日文版本               |
| ------------------------------------------------ | ------------ | ------------- | ---------------------- | -------- | ---------------------- |
| 《幻之港》                                       | 九歌出版社   | 2014年12月1日 | ISBN 978-957-444-973-6 | 小說     |                        |
| 《逆光的歷史：施叔青小說的癥狀式逆讀》           | 秀威資訊     | 2015年4月16日 | ISBN 978-986-326-330-2 | 文學研究 |                        |
| 《怪物們的迷宮》                                 | 九歌出版社   | 2016年4月26日 | ISBN 978-986-450-052-9 | 小說     |                        |
| 《佛蒙特沒有咖哩：記那段駐村寫作的日子》（合著） | 九歌出版社   | 2016年11月1日 | ISBN 978-986-450-096-3 | 散文     |                        |
| 《妖怪臺灣：三百年島嶼奇幻誌‧妖鬼神遊卷》        | 聯經出版公司 | 2017年1月5日  | ISBN 978-957-084-853-3 | 考古     | 《図説台湾の妖怪伝説》 |
| 《華麗島軼聞》（合著）                           | 九歌出版社   | 2017年10月1日 | ISBN 978-986-450-147-2 | 小說     |                        |
| 《妖怪鳴歌錄FORMOSA：唱遊曲》                    | 九歌出版社   | 2018年2月1日  | ISBN 978-986-450-173-1 | 音樂小說 |                        |
| 《百年降生》（合著）                             | 聯經出版公司 | 2018年10月9日 | ISBN 978-957-085-164-9 | 小說     |                        |
| 《妖怪臺灣地圖：環島搜妖探奇錄》                 | 聯經出版公司 | 2019年5月14日 | ISBN 978-957-085-312-4 | 考古     | 《台湾の妖怪伝説》     |
| 《妖怪臺灣：怪譚奇夢卷》                         | 聯經出版公司 | 2020年        | ISBN 978-957-085-312-4 | 考古     |                        |
| 《妖怪鳴歌錄FORMOSA：安魂曲》                    | 九歌出版公司 | 2021年6月     | ISBN 9789864503469     | 音樂小說 |                        |
| 《都市傳說事典：臺灣百怪談（精裝）》             | 奇幻基地     | 2022/01/27    | ISBN：9786267094167    | 考古     |                        |
| 《臺灣妖怪百寶圖》                               | 九歌         | 2023/06/29    | ISBN：9789864505753    | 考古     | 《台湾の妖怪図鑑》     |

## 經歷
- 2017年，金石堂書店評選當年度十大影響力好書，金石堂書店給予何敬堯的《妖怪臺灣》得獎評讚，認為此書是建立台灣妖怪文獻資料庫的重要起點：「針對臺灣史冊中的神魔做大規模普查，並系統性爬梳，讓不被注意到的臺灣妖怪文化還魂，是建構臺灣妖怪學重要的起步。」[2]
- 2018年，《妖怪鳴歌錄》改編為手機遊戲作品，登上「開拓動漫畫情報誌」雜誌封面故事特輯、專題訪問。[14]
- 2019年，日本知名妖怪專門雜誌《怪與幽》介紹臺灣妖怪特集，妖怪文化評論家村上健司來台灣專訪作家何敬堯，並且評價何敬堯《妖怪臺灣》的妖怪百科全書著作的重要價值。[15]
- 2019年，文化部中小學生讀物選介，《妖怪鳴歌錄》得獎評語：「台灣民間妖怪加上具現化性的奇幻樂團，在近年的妖怪文創中增添新意。」[16]
- 2019年，臺中文學館邀請作家何敬堯以台灣妖怪的奇幻想像為主題策展，介紹文學與藝術中的魔幻故事，舉辦「鬼島探訪：臺灣妖怪奇幻文藝特展」，介紹台灣數百年以來的妖怪文藝史脈絡。[17]
- 2020年，《妖怪台灣地圖》獲得文化部中小學生讀物選介，評審認為此書：「有本土化的特色且具趣味性。」[18]
- 2020年，何敬堯與國立臺灣交響樂團、故事工廠合作，推出國內近年少有的大型音樂劇製作《妖怪臺灣》，台灣交響樂團團長劉玄詠說明希望藉由此音樂劇讓世界認識台灣的藝文軟實力。[19]
- 2020年，協力作品之奇幻電視劇《妖怪人間》入榜Netflix台灣排行榜前十名。[20]
- 2021年，怪談歌曲〈林投樹下〉入選StreetVoice音樂網站、Spotify 台語尚青之編輯推薦。（合作：邱盛揚、羅香菱）
- 2021年，《妖怪台灣地圖》入選德國法蘭克福書展台灣館展書。[21]
- 2022年，《妖怪台灣地圖》日文翻譯出版，獲得日本知名小說家京極夏彥的認同與推薦，小說家京極夏彥認為何敬堯寫作此書是認識台灣妖怪文化的絕佳指南書，書中充分展現了妖怪無國境之分、互相連結異文化的特殊性質。（京極夏彥：「お化けは国境で分断されるものではなく、文化としてゆるやかに繋がっているものだと教えられます。台湾を「識る」絶好のガイドでしょう。」，《図説：台湾の妖怪伝説》，原書房，2022年6月18日）[22][23][24]
- 2022年，日本知名文藝評論家東雅夫肯定何敬堯研究成果，認為他是推動臺灣妖怪熱潮的重要先驅者，何敬堯多年來持續發掘、介紹臺灣妖怪[25][26]，他的著作具備嚴謹且多樣化、廣泛且開放的田野調查精神，其學術理念承繼了民俗學者柳田國男的傳統研究方法學的現地調查主義、田野訪查活動，如同柳田民俗學一樣想藉由妖怪文化來認識台灣本土歷史與民俗[27][28][29]，東雅夫並且觀察到何敬堯擴大「妖怪」一詞的解釋，更容納了一般認為的「鬼故事」、「怪談」的多樣種類，何敬堯採取謹慎也具有包容性的研究想法，獲得東雅夫的認同。[30]東雅夫也評價何敬堯具備研究與創造的二元性，同時也將台灣妖怪文化推廣至日本引起廣泛注目，日本知名文藝雜誌《達文西》專題報導何敬堯的妖怪研究與創作，認為他是推動現代臺灣妖怪熱潮的重要先驅者。[31][26][32]
- 2022年，何敬堯日文翻譯書《図説：台湾の妖怪伝説》在日本出版，引起注目，知名小說評論家東雅夫認為何敬堯的著作呈現臺灣多元性的妖怪脈絡：「踏查全台灣各地蒐集妖怪故事，作者親身拍攝豐富照片，呈現出整個台灣各地奇異景觀，是一部規模龐大的妖怪地圖。」（東雅夫，《日本經濟新聞》，2022年7月30日）[26]
- 2022年，《妖怪鳴歌錄》第二部獲得文化部中小學生讀物選介，評審認為此書：「妖怪故事，歷久彌新，台灣妖怪粉墨登場，結合歌曲節奏，風格獨特。」[33]
- 2022年3月，知名書評媒體「Openbook閱讀誌」專欄介紹作家何敬堯，說明其研究與創作起點於清大台灣文學研究所，何敬堯認為：「怪物的型態與內涵，會受到不同的時間、不同的空間、相異的人類社群文化所影響」，其認識妖怪的多元潛力如文學創作與美術設計的文藝脈絡，受到作家西川滿的影響，他認為妖怪「雖然是恐懼的來源，但是它也讓人著迷，因為它代表著無限的探索空間。」[34]
- 2022年10月，法國里昂第三大學邀請何敬堯至校演講，參與台灣光點計畫工作坊，探討台灣文學中的神靈文化。法國漢學家瑪莉．盧荷雅（Marie Laureillard）也在研討會中發表文章介紹何敬堯的台灣妖怪文獻考察成績以及特殊的圖像風格，將其著作與江戶時代鳥山石燕的妖怪圖鑑書進行比較分析，認為他承繼了日本妖怪學同時也開創台灣特色。[35]
- 2022年10月，台灣知名文學雜誌《文訊》評選為21世紀台灣大眾文學代表作家之一，台灣文學教授王鈺婷評價何敬堯的文學創作與研究：「在台灣文壇對於本土奇幻與妖怪書寫這類題材關注的風潮下，持續將台灣歷史化作故事舞台，在類型文學的書寫上投注心力，獲得書市與讀者的關注。他透過蒐羅台灣典籍所編寫的目錄、踏查台灣妖怪出沒地圖，與從台灣歌曲爬梳妖怪奇幻故事，呈現出台灣歷史中妖怪、鬼魅與怪談的多元紀錄，並進一步將妖怪文化進行跨界連結。何敬堯創作展示出跨界結合的多重向度，將台灣本土妖怪文化與奇幻文學、歌曲、音樂劇多面向結合，也改編成桌遊、手機遊戲與漫畫，回應本土文創的趨勢。」[36]

## 妖怪學研究
其研究受到日本妖怪學者柳田國男的民俗學觀念影響，致力於整理歷史文獻，並且學習柳田國男田野調查的傳統學術方法訪查台灣各地。其研究初步將「妖怪」一詞分為「妖、鬼、神、怪」四種類型，但為了讓定義更清楚、納入原住民文化分析，因此調整為「妖、鬼、靈、怪」之分類方法。其分類概述如下：
- 妖：妖精、精怪，通常是物有其靈，魔物化變，擁有較為具體的形象。
- 鬼：鬼魅、鬼怪，形象曖昧不清，或人死成鬼。
- 神：神怪、陰神、精靈、陰靈，受到人們崇拜與信仰。
- 怪：怪事、怪談，也就是怪奇而不可思議的故事。

其研究認為：「妖怪並非虛無縹緲，他們的真身是鄉土記憶、國族歷史、民俗精神，乃至於都市經驗的累積。」而妖怪則是人們內心恐懼的投射，在特定的時間與空間才得以存在，並且與人們的心理狀態產生緊密連結。
根據其研究，臺灣妖怪學發展可以追溯至日治時期曾景來的《台灣宗教與迷信陋習》一書，而台灣妖怪古繪畫可以追溯至1830年善書《玉歷鈔傳警世》，他也發掘台灣傳統紙錢「外方紙」的妖怪版畫藝術之價值，並且深入探討原住民文化中的鬼靈信仰。
2020年至2021年，在《自由時報》連載「台灣妖怪X檔案」，介紹鯊魚人、狸女、木龍、白馬精、雞角精、巨蛇、金鹿、屎缸伯母、紅衣小女孩等等台灣妖怪故事。

## 單篇作品
2016年8月，〈都市怪談：夢食蟲〉（皇冠雜誌750期）
2016年7月，〈還魂屍〉(皇冠雜誌752期)
2019年9月，〈鬼囡仔〉（皇冠雜誌787期）

## 音樂作品
2019年，〈妖怪鳴歌錄〉（作曲：邱盛揚，作詞：何敬堯，演唱：符瓊音）
2019年，〈月相思〉（作曲：邱盛揚，作詞：何敬堯，演唱：羅香菱，歌曲內容：台灣民間怪談「周成過台灣」的古井魔女「月裡」故事）
2019年，〈郎君夢〉（作曲：邱盛揚，作詞：何敬堯，演唱：羅香菱，歌曲內容：台灣妖怪「蛇郎君」故事）
2021年，〈林投樹下〉（作曲：邱盛揚，作詞：何敬堯，演唱：羅香菱，歌曲內容：台南女鬼「林投姐」奇譚）
2021年，金光布袋戲仙古狂濤片頭曲〈十年一劍〉（作曲：哲浩，作詞：何敬堯，演唱：黃立綱）

## 戲劇作品
2020年，公視奇幻劇《妖怪人間》（民俗顧問，故事顧問）
2020年，音樂劇《妖怪臺灣》（合作：故事工廠、國立台灣交響樂團）
2021年，音樂劇《妖怪鳴歌錄》（天作之合劇團改編原作）

## 策展紀錄
2018年，《魔幻鯤島，妖鬼奇譚》（台灣文學館特展）
2018年，《台灣妖怪尋寶記》（台中國際動漫博覽會）
2019年，《鬼島探訪：台灣妖怪奇幻文藝特展》（台中文學館）

## 獲獎入圍紀錄
- 2014年，〈夢魘犬〉刊登《幼獅文藝》青年作家類型文學平臺。
- 2015年，《幼獅少年》文學漫畫〈婆娑鳥〉故事原作，Kinono作畫。
- 2015年，美國Vermont Studio Center 佛蒙特藝術中心駐村作家（Phantom Harbour）。
- 2016年，《怪物們的迷宮》（九歌出版）獲國家藝術基金會創作補助。
- 2017年，《妖怪臺灣：妖鬼神遊卷》獲金石堂年度十大影響力好書。[64]
- 2017年，《華麗島軼聞》（合著）獲博客來OKAPI年度選書。[65]
- 2018年，《妖怪鳴歌錄Formosa：唱遊曲》獲臺灣文學館好書推廣。[66]
- 2019年，《妖怪鳴歌錄Formosa：唱遊曲》獲文化部中小學生讀物選介。[67]
- 2020年，《妖怪臺灣地圖：環島搜妖探奇錄》獲文化部中小學生讀物選介。[68]
- 2021年，〈林投樹下〉入選StreetVoice音樂網站、Spotify 台語尚青之編輯推薦。（合作：邱盛揚、羅香菱）
- 2022年，《妖怪鳴歌錄Formosa：安魂曲》獲文化部中小學生讀物選介。[69]
- 2022年，《文訊》評選21世紀台灣大眾文學代表作家之一（2022年10月）。

## 人物爭論
2014年，其創作初期之小說〈七月七之夜〉（寫作於2009年、發表於2014年）遭質疑與宮部美幸1994年作品〈神無月〉雷同。朱宥勳與知名小說評論家曲辰對此事發表評論。何敬堯認為受宮部美幸的影響，解釋這是為了與宮部原作對話的互文寫作策略，對當時不謹慎寫作策略向讀者與原作者宮部美幸致歉，並將小說獲得版稅全數捐款社會公益。

## 外部連結
- 2019年，妖怪鳴歌錄 （页面存档备份，存于）（作曲：邱盛揚，作詞：何敬堯，演唱：符瓊音）
- 2019年，月相思 （页面存档备份，存于）（作曲：邱盛揚，作詞：何敬堯，演唱：羅香菱）
- 2019年，郎君夢 （页面存档备份，存于）（作曲：邱盛揚，作詞：何敬堯，演唱：羅香菱）
- 2021年，林投樹下 （页面存档备份，存于）（作曲：邱盛揚，作詞：何敬堯，演唱：羅香菱）
- 金光布袋戲仙古狂濤片頭曲〈十年一劍〉 （页面存档备份，存于）（作曲：哲浩，作詞：何敬堯，演唱：黃立綱）